# 1705 en France
Chronologie de la France
- 1701
- 1702
- 1703
- 1704
- 1705
- 1706
- 1707
- 1708
- 1709

Cette page concerne l’année 1705 du calendrier grégorien.

## Événements
- 6 janvier : départ de Villars du Languedoc[1].
- 13 janvier : le maréchal de Berwick est nommé commandant en chef en Languedoc[1]. Il organise avec l’intendant Basville la répression contre les derniers camisards des Cévennes après le départ de Villars (on parle de 12 000 victimes au total pendant la guerre[2]).

- 7 février, guerre de Succession d’Espagne : les forces franco-espagnoles assiègent Gibraltar[3]. Le 21 mars, à la bataille de Marbella les Anglais brisent, pour la seconde fois, le siège de Gibraltar ; il est levé le 23 avril[4].
- 16 mars : le conseil de Léogâne établit une maréchaussée pour lutter contre le marronnage à Saint-Domingue[5].
- 17 mars : capture du camisard Henri Castanet dans les bois de Céze, vers Méjannes-le-Clap, revenu clandestinement en France. Il est roué vif à Montpellier le 26 mars[1].
- 13 avril : mort du duc de Bretagne, premier fils de Louis de France et de Marie-Adélaïde de Savoie, âgé de dix mois[6].
- 19 avril : capture du camisard Ravanel dans une maison de Nîmes[1] alors qu’il travaillait avec Catinat au « complot des enfants de Dieu », visant à l’enlèvement de Basville et à déclencher une insurrection à grande échelle. Le complot implique des marchands, bourgeois et banquiers calvinistes de Nîmes et Montpellier et la répression est féroce[7].
- 22 avril : exécution des camisards Catinat et Ravanel, brûlés vifs et Villas et Jonquet, roués vifs sur l’esplanade à Nîmes[1].

- 28 mai : vague de froid intense[8]. Les vignes gèlent entre Seine et Loire.

- 10 juin : Villars et Maximilien-Emmanuel de Bavière prennent Huy et occupent Liège. Ils assiègent le château mais doivent reculer devant Marlborough (juillet)[9].

- 16 juillet : la bulle Vineam Domini Sabaoth condamne le jansénisme en interdisant la distinction du droit et du fait exprimé, soit ouvertement, soit tacitement, sous la forme du silence respectueux[10].

- 17 juillet- 30 août : canicule[11]. Le 30 juillet à Montpellier, la chaleur casse les thermomètres. À Paris, les journées les plus chaudes sont les 30 juin, 5 et 27 juillet, 2 et 6 août. le 6 août, la température atteint 39°[12]. Les infections de l’eau qui en découlent auraient causé la mort de 200 000 à 500 000 personnes[13].

- 27 juillet : Abraham Mazel s’évade de la tour de Constance à Aigues-Mortes avec seize autres camisards en descellant une grosse pierre de la meurtrière qui regarde le rempart[1].

- 1er août : Philippe de Rigaud de Vaudreuil est nommé officiellement gouverneur Général de la Nouvelle-France (fin en 1725)[14].
- 16 août : Vendôme bat le prince Eugène à la bataille de Cassano, en Lombardie[9]. Les opérations de 1705 dans la guerre de Succession d’Espagne donnent une impression de blocage stratégique. Louis XIV fait à l’automne de secrètes ouvertures de paix à la Hollande sur la base d’un démembrement des possessions espagnoles (Philippe V d’Espagne restant à Madrid).

- Automne : Louis-Marie Grignion de Montfort rencontre Mathurin Rangeard dans une église de Poitiers, rencontre qui marque la fondation officielle de la congrégation de la Compagnie de Marie (montfortains). Les règles de la congrégation sont rédigés en 1713[15].

- 29 au 30 décembre : grande tempête qui ravage la Normandie et la Bretagne[16],[17].
- Décembre : édit portant création d’agent de banque, change, commerce et finances[18].